# Fred R. Volkmar
Fred R. Volkmar, M. D., est un psychiatre, psychologue et ancien directeur du Yale Child Study Center. Il est professeur de psychiatrie de l'enfant, de pédiatrie et de psychologie à la Yale School of Medicine, et à la tête du département de psychiatrie de l'enfant à Yale-New Haven Hospital.

## Vie personnelle et éducation
Volkmar a vécu son enfance à Sorento, l'Illinois. Il a obtenu un diplôme en psychologie à l'Université de l'Illinois en 1972, et son M. D. et un M. A. en psychologie à l'Université de Stanford en 1976

## Carrière
Volkmar a été résident et chercheur à la faculté de Médecine de Stanford avant de rejoindre Yale en tant que fellow en 1980. Il est devenu professeur à Yale en 1982. Il a été certifié en psychiatrie de l'enfant et de l'adolescent en 1988.
Volkmar a été nommé directeur du Yale Child Study Center en 2006 et a tenu ce poste jusqu'en 2014. Il est le rédacteur en chef de Springer Publishing depuis 2007, et rédacteur en chef pour le Journal de l'Autisme et des Troubles du Développement.

## Reconnaissance
Alors en premier cycle à l'Université de l'Illinois, Volkmar a reçu le prix national Psi Chi  pour la recherche
Volkmar a reçu le Blanche F. Ittleson Award de l'American Psychiatric Association en 1997 et, en 2007, le prix George Tarjan pour la Recherche en Déficience intellectuelle de l' American Academy of Child and Adolescent Psychiatry.
Volkmar était le principal auteur de l'article sur l'autisme dans la quatrième révision du Manuel Diagnostique et Statistique des Troubles Mentaux (DSM-IV).